# Saxifraga subg. Hirculus
Saxifraga subg. Hirculus es un subgénero del género Saxifraga. Contiene las siguientes secciones:
- Saxifraga sect. Aretiaria
- Saxifraga sect. Ciliatae
- Saxifraga sect. Trachyphyllum